# Strada maestra
Strada maestra (They Drive by Night) è un film del 1940 diretto da Raoul Walsh.

## Trama
Joe e Paolo Fabrini sono due fratelli che svolgono il duro mestiere di autotrasportatori nell'hinterland di San Francisco. Dopo aver riscattato il loro camion, i due decidono di lavorare in proprio ma - quando gli affari cominciano ad andare bene - un brutto incidente causa a Paul la perdita di un braccio. Senza il proprio mezzo e col fratello disabile, Joe accetta allora la proposta di lavorare alle dipendenze dell'amico Ted Carlsen, ricco proprietario di un'azienda di autotrasporti.
La moglie di Carlsen, Lena, invaghitasi di Joe, gli si offre più volte, ma l'uomo non cede alle sue proposte, poiché non vuole fare torto al suo amico e poiché è innamorato di Cassie Hartley, una ragazza conosciuta qualche tempo prima. La Carlsen, pur di conquistare Joe, arriva a uccidere il marito, facendo credere che si sia trattato di un incidente; la donna nomina Joe come suo socio nella gestione dell'azienda e continua a tentarlo, ma questi la respinge sempre. Alla fine, per ripicca, ella lo accusa dell'assassinio del marito. Nel corso del processo a Fabrini, Leda Carlsen, chiamata a testimoniare, ha una crisi di nervi e praticamente confessa di essere stata lei l'assassina del marito.

## Produzione
Il film, prodotto dalla Warner Bros. Pictures, Inc., venne girato a Burbank, negli studi della Warner Bros..

## Distribuzione
Distribuito dalla Warner Bros., il film venne presentato a New York il 27 luglio 1940, uscendo nelle sale USA il 3 agosto. In Svezia, fu distribuito il 26 dicembre 1940, mentre in Finlandia uscì l'anno seguente, il 21 dicembre 1941.

### Edizione italiana
L'edizione italiana del film, realizzata direttamente negli Stati Uniti avvalendosi di un gruppo di attori oriundi o immigrati italiani, è caratterizzata dall'italianizzazione dei nomi della maggior parte dei personaggi. Solo tra i principali si possono notare le seguenti modifiche:
- Cassie Hartley diventa Carla Aldi
- Lana Carlsen diventa Leda Carlsen
- Paul Fabrini diventa Paolo Fabrini
- Pearl Fabrini diventa Pina Fabrini
- Edward Carlsen diventa Teodoro Carlsen, e anche il diminutivo passa da Ed a Ted
- Irish McGurn divnenta Asso McGurn
- Harry McNamara diventa Harry Macario
- George Rondolos diventa Giorgio Rondolos

Inoltre quest'ultimo fu doppiato in dialetto romanesco.